# Torneo asiatico di qualificazione al FIFA Futsal World Championship 1996
Il Torneo asiatico di qualificazione al FIFA Futsal World Championship 1996 fu disputato nel 1996 in tre sedi: Shanghai, Teheran e Kuala Lumpur, per designare le tre formazioni nazionali di calcio a 5 che dovevano prendere parte al terzo campionato del mondo FIFA.
I tre gironi videro la supremazia delle squadre di casa: nel girone dell'Asia Orientale, fu la Cina che tra le mura amiche mise in fila Corea del Sud, Giappone del Hong Kong. Nel girone mediorientale fu l'Iran, decisamente la squadra più forte d'Asia, a battere in doppie gare di andata e ritorno le nazionali centrasiatiche di Kazakistan e Tagikistan. Nel girone del Sud-Est asiatico, fu la Malesia che non senza qualche patema, ebbe la meglio su Filippine e Brunei.

## GironeEast Asia(Shanghai)
| Squadra       | Pti | G | V | N | P | GF | GS |
| ------------- | --- | - | - | - | - | -- | -- |
| Cina          | 9   | 3 | 3 | 0 | 0 | 29 | 14 |
| Corea del Sud | 6   | 3 | 2 | 0 | 1 | 14 | 11 |
| Giappone      | 1   | 3 | 0 | 1 | 2 | 8  | 12 |
| Hong Kong     | 1   | 3 | 0 | 1 | 2 | 9  | 23 |

| Cina      | 13-5 | Hong Kong     |
| Giappone  | 1-2  | Corea del Sud |
| Cina      | 9-5  | Corea del Sud |
| Giappone  | 3-3  | Hong Kong     |
| Cina      | 7-4  | Giappone      |
| Hong Kong | 1-7  | Corea del Sud |

## GironeWest Asia(Teheran)
| Squadra    | Pti | G | V | N | P | GF | GS |
| ---------- | --- | - | - | - | - | -- | -- |
| Iran       | 12  | 4 | 4 | 0 | 1 | 47 | 8  |
| Kazakistan | 6   | 4 | 2 | 0 | 2 | 20 | 27 |
| Tagikistan | 0   | 4 | 0 | 0 | 4 | 8  | 40 |

| Iran       | 14-2 | Kazakistan |
| Tagikistan | 3-10 | Kazakistan |
| Iran       | 15-1 | Tagikistan |
| Tagikistan | 3-4  | Kazakistan |
| Iran       | 7-4  | Kazakistan |
| Iran       | 11-1 | Tagikistan |

## GironeSout-East Asia(Kuala Lumpur)
| Squadra   | Pti | G | V | N | P | GF | GS |
| --------- | --- | - | - | - | - | -- | -- |
| Malaysia  | 4   | 2 | 1 | 1 | 0 | 20 | 10 |
| Brunei    | 2   | 2 | 0 | 2 | 0 | 15 | 15 |
| Filippine | 1   | 2 | 0 | 1 | 1 | 11 | 21 |

| Brunei   | 8-8  | Filippine |
| Malaysia | 13-3 | Filippine |
| Malaysia | 7-7  | Brunei    |

| Qualificate al mondiale | Cina | Iran | Malaysia |
| ----------------------- | ---- | ---- | -------- |